# Вејинац
Вејинац је насељено мјесто у Општини Велика Кладуша, Унско-сански кантон, ФБиХ.

## Географија
Вејинац се налази у Општини Велика Кладуша, између насеља Тодорова и Горње Видовске, на надморској висини од 210 метара. Од Велике Кладуше) је ваздушном линијом удаљен око 11.000 метара (11 километара).

## Демографија
| Националност | 1991. | 1981. | 1971. |
| Муслимани    | 1.445 | 1.253 | 1.094 |
| Срби         | 0     | 5     | 4     |
| Хрвати       | 2     | 1     | 2     |
| Југословени  | 5     | 0     | 4     |
| остали       | 7     | 5     | 2     |
| Укупно       | 1.459 | 1.264 | 1.106 |